# Кардито (Беневенто)
Кардито је насеље у Италији у округу Беневенто, региону Кампанија.
Према процени из 2011. у насељу је живело 50 становника. Насеље се налази на надморској висини од 706 м.